# Vicente de Valverde

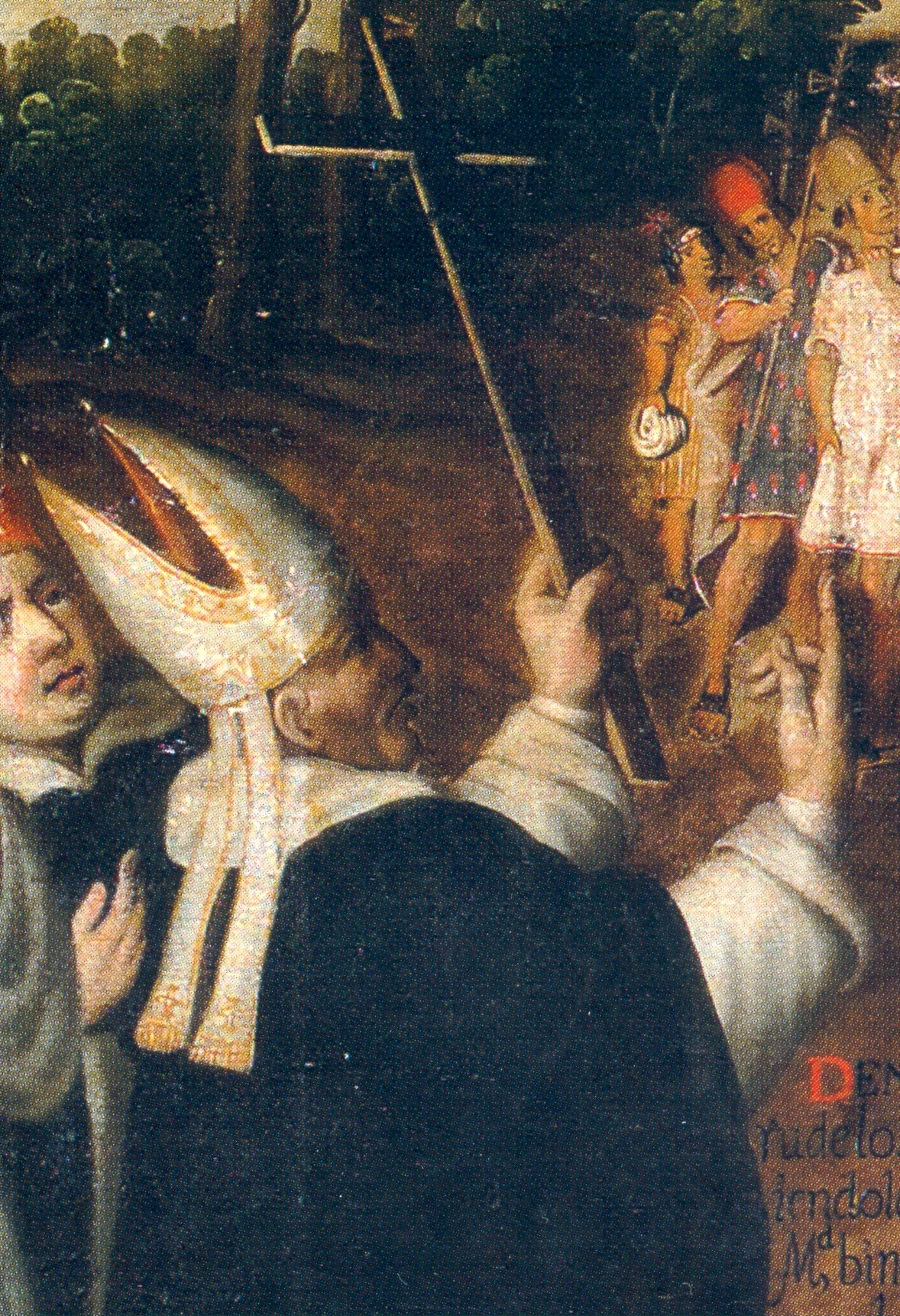
Vicente de Valverde

Vicente de Valverde y Álvarez OP (* um 1490 in Oropesa, Extremadura, Spanien; † 31. Oktober 1541 bei Guayaquil, Puná) war ein spanischer Dominikaner, der an der Eroberung Perus teilnahm. Er wurde erster Bischof von Cuzco.

## Leben

### Herkunft und frühe Jahre
Vicente de Valverde wurde gegen Ende des 15. Jahrhunderts – das genaue Datum und sein Geburtsjahr sind unbekannt – als Kind des Francisco de Valverde und dessen Gattin Ana Álvarez de Vallegada geboren. Er war verwandt mit den Brüdern Pizarro, den Eroberern von Peru, sowie mit der Familie von Hernán Cortés, dem Eroberer von Mexiko. Seine Profess als Dominikaner legte er im April 1524 im Konvent von San Esteban in Salamanca ab.

### Aufenthalt in Peru
Valverde brach 1529 als Missionar mit den Brüdern Pizarro nach Peru auf. 1532 begleitete er Francisco Pizarro auf seinem Zug in das Andenhochland. Er führte am 16. November 1532 eine Unterredung mit dem Inkaherrscher Atahualpa, um diesen zur friedlichen Aufgabe zu bewegen, doch mündete das Zusammentreffen in die Schlacht von Cajamarca, bei der Atahualpa gefangen genommen wurde. Später unterrichtete und taufte Valverde den gestürzten Inka.

### Bischofsamt und Tod
Als Karl V. von Pizarros Siegen erfuhr, ernannte er 1533 Valverde zum Bischof von Ciudad Real (heute Cusco) und bestellte 1535 den Dominikaner zum Bericht an den spanischen Hof. Im Januar 1537 bestätigte Papst Paul III. die Ernennung. Valverde kehrte 1538 mit Nachschub zu Pizarro zurück. Er wurde durch Pizarros Soldaten zunehmend in seinen geistlichen Aufgaben behindert, seitdem er zum „Protektor der Ureinwohner“ ernannt worden war. Immer wieder geriet er mit brutalen Soldaten und Abenteurern aneinander, die keinen Gedanken an Gerechtigkeit gegenüber der indigenen Bevölkerung verschwenden wollten. Er versuchte, zwischen Diego de Almagro und Pizarro zu vermitteln, musste jedoch nach der Ermordung des Letzteren 1541 aus Peru fliehen. Auf dem Weg nach Panama, das ebenfalls als sein Bischofssitz angegeben wird, wurde er bei einem Zwischenaufenthalt auf der Insel Puná von dort lebenden Indios getötet.

## Kontroversen
Das Verhalten von Vicente de Valverde bei seinen Verhandlungen mit Atahualpa wurde unterschiedlich überliefert. Von einigen Zeitgenossen wurde kolportiert, dass der Dominikaner dem Inkaherrscher hochmütig und mit Missachtung gegenübergetreten sei und als dieser keine Folge leistete, die Spanier zum Angriff aufgefordert habe. Hingegen berichtet Francisco de Xerez, ein Augenzeuge des Geschehens, 1534 in Sevilla, dass Valverde erst nach der Weigerung des Inka sich an Pizarro gewandt und ihn in Kenntnis gesetzt habe, und dass dieser dann das Vorrücken der Spanier befahl. Auch Pedro Pizarro berichtet in seiner 1571 verfassten Relación nichts anderes. Negativ über Valverde äußern sich Alonzo Enrique und Gonzalo Fernández de Oviedo, der sich auf Diego de Molilna, einen spanischen Soldaten und Conquistador, bezieht; jedoch nehmen beide ausdrücklich für Almagro Partei.
Die Vorwürfe gegen Vicente de Valverde sind also mit hoher Wahrscheinlichkeit aus politischen Motiven erfunden worden.